# لوکا فورته (بازیکن فوتبال)
لوکا فورته (انگلیسی: Luca Forte؛ زادهٔ ۲۸ ژوئیهٔ ۱۹۹۴) بازیکن فوتبال اهل ایتالیا است.
از باشگاه‌هایی که در آن بازی کرده‌است می‌توان به باشگاه فوتبال پرو ورچلی، باشگاه فوتبال دلفینو پسکارا، و باشگاه فوتبال وارزه اشاره کرد.
وی همچنین در تیم ملی فوتبال زیر ۲۰ سال ایتالیا بازی کرده‌است.